# Susłogon falisty
Susłogon falisty, suseł długoogoniasty (Urocitellus undulatus) – gryzoń z rodziny wiewiórkowatych. Zamieszkuje w Azji, głównie w chińskiej prowincji Heilongjiang i regionie autonomicznym Sinciang, we wschodnim Kazachstanie, w Mongolii oraz w południowej części Syberii. 

## Systematyka
Susłogon falisty po raz pierwszy został opisany przez Petera Pallasa w 1778 roku jako Mus undulatus. Po 1816 roku Lorenz Oken użył nazwy rodzajowej Citellus, która została w 1956 roku anulowana przez Międzynarodową Komisję Nomenklatury Zoologicznej. W 1825 roku Frédéric Cuvier włączył gatunek do nowego rodzaju Spermophilus.
W 2009 roku amerykańscy zoolodzy Kristofer M. Helgen, F. Russell Cole, Lauren Helgen i Don E. Wilson przedstawili opracowanie rewidujące dotychczasowy podział systematyczny rodzaju Spermophilus. Spermophilus undulatus został przez nich zaliczony do nowego rodzaju Urocitellus utworzonego z dawnego podrodzaju Urocitellus Obolenskij i otrzymał nazwę Urocitellus undulatus.
Podział systematyczny Urocitellus undulatus przedstawia się następująco:
- U. u. eversmanni (Brandt, 1841). Typowa lokalizacja: Ałtaj w regionie granic: rosyjskiej, kazachskiej, chińskiej i mongolskiej (syn. U. u. altaicus (Eversmann, 1841))
- U. u. jacutensis (Brandt, 1844). Typowa lokalizacja: Jakucja, wschodnia Syberia
- U. u. menzbieri (Ognev, 1937). Typowa lokalizacja: 23 kilometry od Błagowieszczeńska w obwodzie amurskim, wschodnia Syberia
- U. u. stramineus (Obolenskij, 1927). Typowa lokalizacja: okolice Leman Gegen, północno-zachodnia Mongolia
- U. u. transbaikalicus (Obolenskij, 1927). Typowa lokalizacja: okolice jeziora Iwan w Kraju Zabajkalskim w Rosji (syn. U. u. intercedens (Ognev, 1937))
- U. u. undulatus (Pallas, 1778). Typowa lokalizacja: dolina rzeki Selenga w Buriacji. (syn. U. u. undulatum (Pallas, 1779))

## Rozmieszczenie geograficzne
Typową lokalizacją gatunku jest dolina rzeki Selengi, zarówno w mongolskiej, jak i rosyjskiej części. Susłogon falisty występuje w Mongolii (aż po Bogdchan uul, m.in. w ajmaku chubsugulskim), w chińskiej prowincji Heilongjiang i regionie autonomicznym Sinciang, we wschodnim Kazachstanie i w południowej części rosyjskiej Syberii. Izolowane populacje żyją w Jakucji (U. u. jacuensis) oraz pomiędzy Amurem a Bureją (do północnej części chińskiej prowincji Heilongjiang) (U. u. menzbieri). 

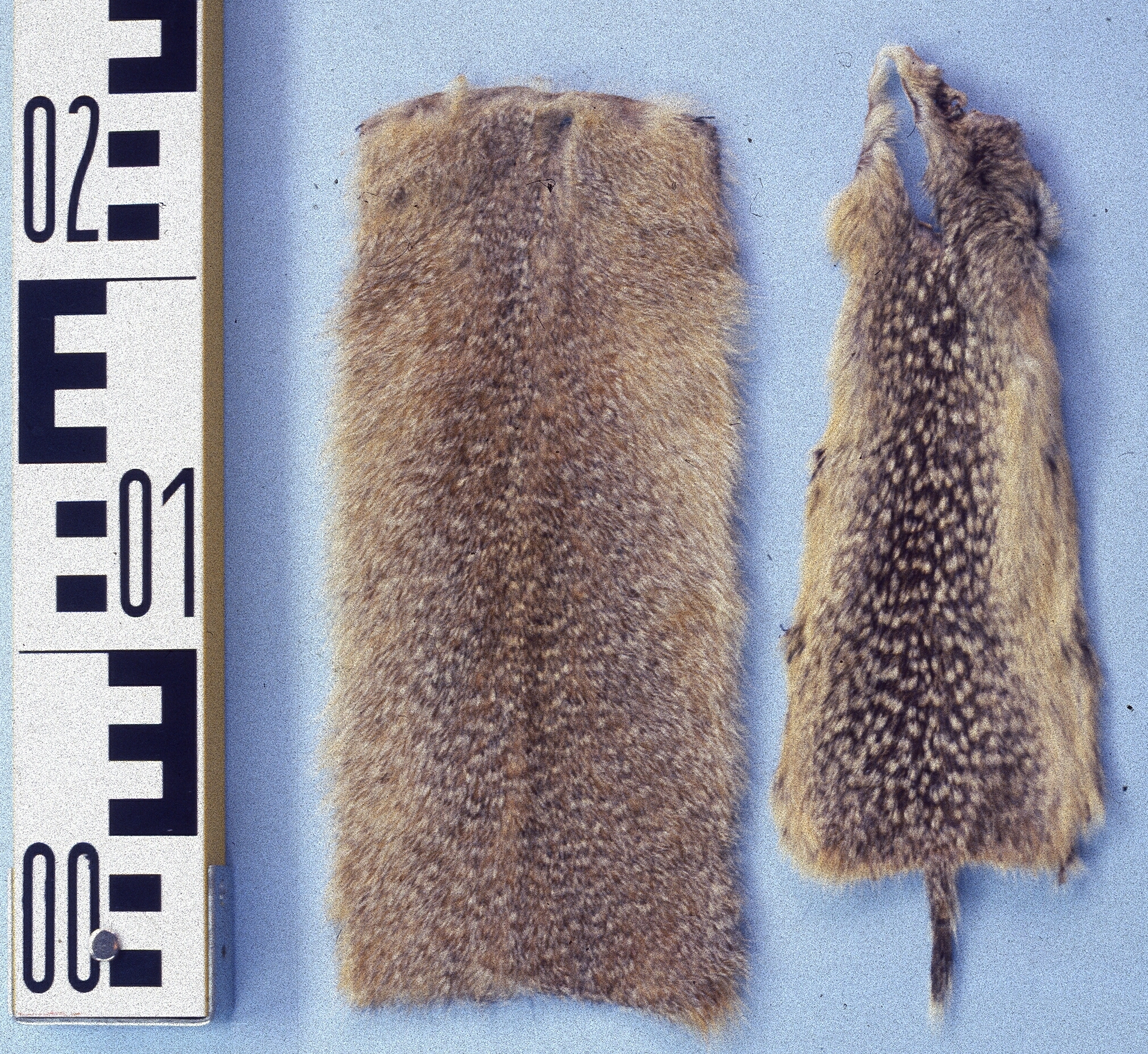
Po lewej futro susłogona falistego

## Morfologia
Susłogon falisty jest gryzoniem o średniej wielkości. Ma smukłą budowę ciała – przy masie rzędu 300–500g, tułów ma długość około 315 mm. Futro w części grzbietowej ma kolor brunatno-żółty, a na głowie ubarwienie jest ciemniejsze. Na futrze widoczne są małe nieregularne jasne wybarwienia. Ogon o długości około 160 mm jest ciemny, czarno-szary, przeplatany jaśniejszymi pasami.

## Tryb życia
Susłogon falisty jest zwierzęciem stadnym, o dziennym trybie życia, z maksimami aktywności o świcie i o zmierzchu. Aktywność roczna zaczyna się na przełomie marca i kwietnia, kiedy susły budzą się ze snu zimowego. Okres rozrodczy zaczyna się niedługo po wybudzeniu, tak by do zimy młode zostały odchowane. Ciąża trwa około 30 dni, po której rodzi się zwykle 3–9 młodych. Młode pokolenie po kolejnych 27–28 dniach opuszczają rodzinną norę. Aktywność roczna kończy się w październiku, kiedy susły rozpoczynają przygotowania do hibernacji.

## Siedlisko

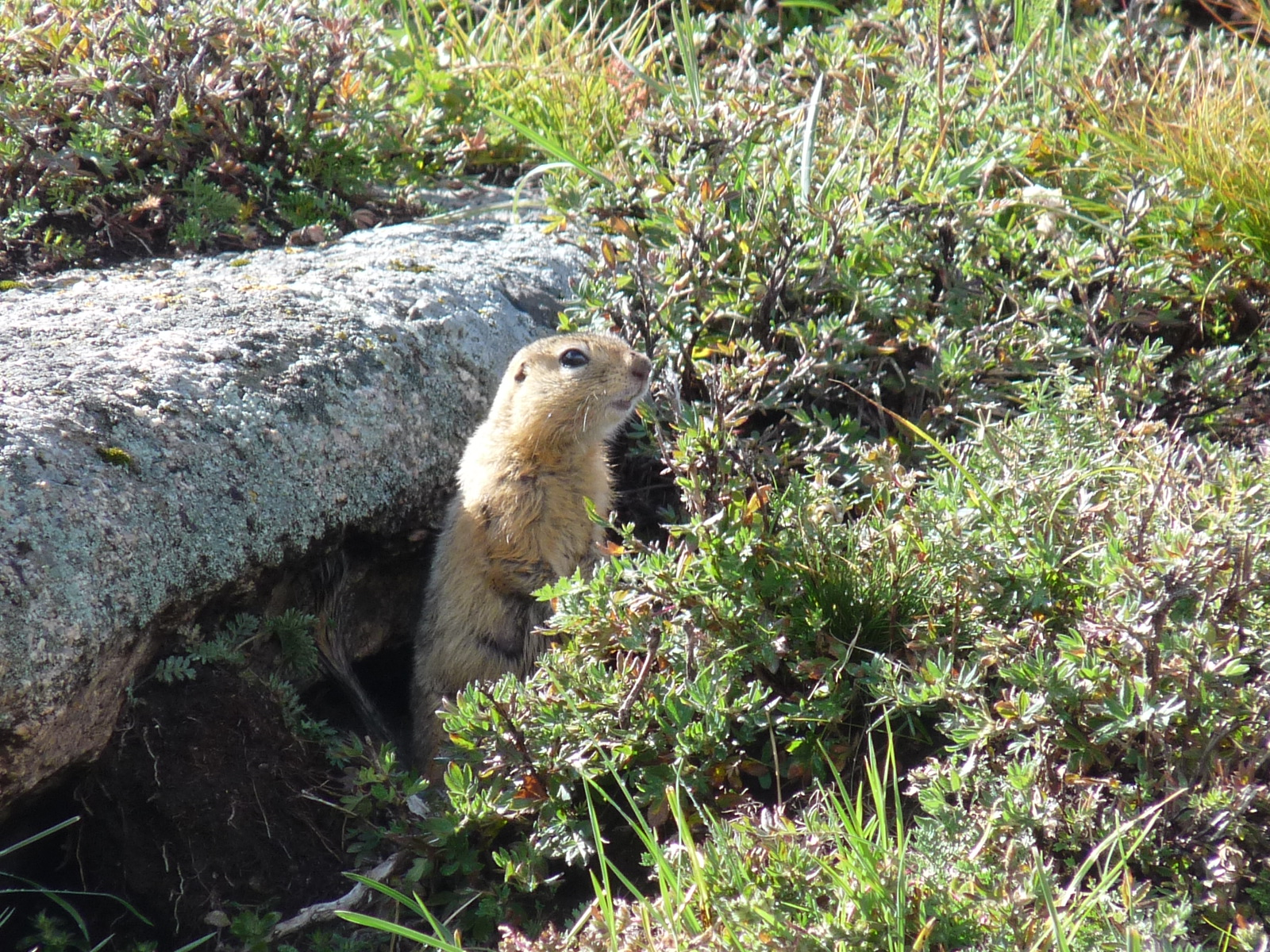
Susłogon falisty przed wejściem do nory

Susłogon falisty zamieszkuje stepy oraz leśno-stepowe wzgórza.  Wielkość kolonii zależy od lokalnych warunków siedliska. Na stepach dolin zabajkalskich rzek populacje są mocno rozbudowane. Ich zagęszczenie sięga 250 nor na hektar. Na stepach Tuwy znaleźć można około 100 nor na każdym hektarze. W innych lokalizacjach liczebność jest znacznie niższa i wynosi nawet do 1–2 osobników na hektar.
Susłogon falisty lubi także górskie łąki (położone na wysokości do 3100 m n.p.m., m.in. w górach Sajany, Tienszan i Changaj).
, tereny pokryte zaroślami, młode bukowe i dębowe zagajniki. Buduje mocno rozgałęzione systemy nor, w których łączna długość korytarzy sięga 15 metrów. Wejścia do nor są zwieńczone dużymi kopcami. Średnica tuneli zawiera się w przedziale 8 do 13 cm, zaś kopiec bywa szeroki na 2 m przy wysokości 40 cm. Nory osiągają nawet do 3 metrów głębokości.

## Ekologia
Pożywienie susła składa się głównie z nasion, zielonych części roślin, ale sporadycznie  uzupełniane jest o owady. Skład pożywienia zmienia się wraz z porami roku. Na wiosnę głównym składnikiem są bulwy oraz korzonki, zaś jesienią ziarna. Na okres zimowy susłogon falisty gromadzi w norze zapasy o masie nawet ponad 6 kilogramów.

## Znaczenie ekonomiczne
Susłogon falisty jest  szkodnikiem upraw rolnych. Zjada ziarna zbóż, słonecznik, ziemniaki, marchew, cebulę, ogórki. Jest drugim pod względem popularności gatunkiem susłów, którego futra są powszechnie używane w przemyśle futrzarskim.